# حبیب‌الله ذوالفنون

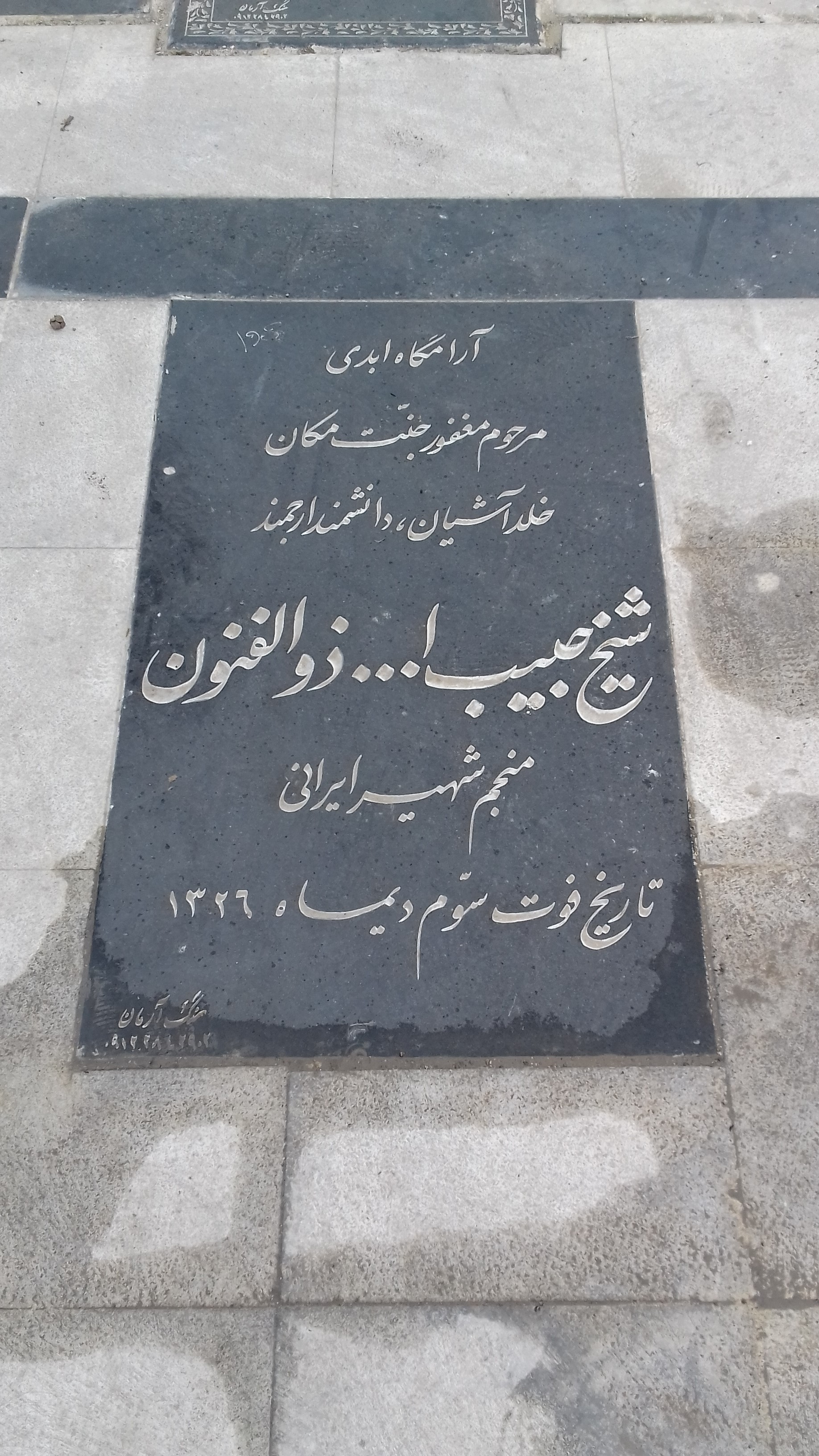
مزار حبیب الله ذوالفنون در امام زاده عبدالله شهر ری

حبیب‌الله سلطان آبادی عراقی (زاده ۱۲۳۹ خورشیدی اراک - درگذشته ۳ دی ۱۳۲۶) ‏، معروف به شیخ حبیب‌الله ذوالفنون دانشمند ستاره‌شناس و تقویم‌نگار بود که در زمینه‌های ادبیات، ریاضیات و تفسیر قرآن نیز فعالیت داشت.

## زندگی و تحصیلات
حبیب‌الله ذوالفنون پس از فراگرفتن دروس مقدماتی به تحصیل و مطالعه در علم نجوم و ستاره‌شناسی و علوم نزدیک به آن علاقه‌مندی نشان داد و پس از سال‌ها مطالعه، در دانش ستاره‌شناسی پیشرفت قابل توجهی پیدا کرد و در ردیف دانشمندان زمان خود قرار گرفت. او دربارهٔ حرکت ماه به کشفیاتی جدید دست یافت و بر همین پایه جدول نجومی پیشرفته‌ای ترسیم کرد که حاصل بیش از چهل سال مطالعه و بررسی علمی و فکری او درعلم نجوم بود.
شیخ حبیب‌الله ذوالفنون از بزرگترین تقویم‌نویسان دوره خود بوده و مستخرجات او در عرصه تقویم از سوی بسیاری از تهیه‌کنندگان تقویم مورد بهره‌برداری قرار می‌گرفت. شیخ حبیب‌الله ذوالفنون که علاوه بر نجوم در رشته ریاضیات و هندسه هم چرب‌دستی قابل توجهی پیدا کرده بود، در زمینه تناسب مکعبات هم به نظریات نوینی دست یافت. دیدگاه‌های او در این‌باره مدت‌ها مورد توجه استادان دانش ریاضی و مهندسی بود.
از شیخ حبیب‌الله ذوالفنون در زمینه تفسیر قرآن اثری هم به زبان فارسی چاپ و منتشر شده‌است. شیخ حبیب‌الله ذوالفنون مدت‌ها در دارالمعلمین مرکزی مثلثات کروی و نیز مدرسه عالی سپهسالار علم نجوم و هیئت تدریس می‌کرد. ذوالفنون در دانشسرای عالی و دانشکده الهیات دانشگاه تهران هم این علوم را تدریس می‌کرد. حبیب‌الله ذوالفنون به همراه استاد عبدالعظیم قریب، میرزا غلامحسین رهنما، فاضل تونی و عباس اقبال آشتیانی که از استادان سرآمد آن روزگار به‌شمار می‌رفتند، اولین مدرسان و استادان دارالمعلمین مرکزی بودند.